# Premuda
Premuda – wyspa w Chorwacji położona na Morzu Adriatyckim, w północnej Dalmacji. Administracyjnie należy do żupanii zadarskiej.
Premuda ma ok. 10 km długości i 1 km szerokości. Powierzchnia wyspy wynosi 8,665 km² a długość linii brzegowej 25,731 km. Wyspa jest usytuowana na południowy wschód od Silby i na północny zachód od Škardy.
Liczy ok. 60 mieszkańców, ale populacja zmienia się w trakcie sezonu letniego. Ludność wyspy zajmuje się uprawą oliwek oraz wypasem owiec. W ostatnich latach zauważalne są wpływy turystyki na lokalną gospodarkę.
Premuda jest popularnym celem turystów, zwłaszcza wielbicieli sportów wodnych i nurkowania. Atrakcyjność wyspy jest tym większa, że u wybrzeży wyspy znajduje się wrak austro-węgierskiego pancernika „Szent István”. Wrak leży na głębokości 50 m, dzięki temu jest łatwo dostępny dla nurków i przyciąga na Premudę wielu turystów.